# Mary Howe
Mary Howe (ur. 4 kwietnia 1882 w Richmond, zm. 14 września 1964 w Waszyngtonie) – amerykańska kompozytorka i pianistka.

## Życiorys
Studiowała w Dreźnie i Paryżu, uczyła się kompozycji u Gustava Strubego oraz gry na fortepianie u Ernesta Hutchesona, uczyła się od 18. roku życia w Peabody Institute w Baltimore. Wyszła za mąż za adwokara Waltera Bruce’a, urodziła troje dzieci i powróciła na studia do Peabody Institute, gdzie skończyła studia z dyplomem z kompozycji w 1922 roku.
Mieszkała w Waszyngtonie od 1915 roku, gdzie zajmowała się m.in. organizacją stowarzyszeń muzycznych. Wraz z mężem była współzałożycielką National Symphony Orchestra. Dawała solowe recitale fortepianowe oraz grywała w duetach fortepianowych. 

## Twórczość
Komponowała muzykę orkiestrową, utwory instrumentalne i chóralne. Zostawiła po sobie przeszło 20 utworów. Wybrane dzieła:
- Sand (1928)[1]
- Agreeable Overture (1949)[1]
- Rock, poemat symfoniczny (1955)[1]
- Whimsy na piętnaście instrumentów[1]